# Dabro
«Dabro» (произносится на рус. — «Дабро́») — музыкальная группа из Казани (Республика Татарстан) (исполнители родом из Украины), состоящая из двух братьев — Ивана и Михаила Засидкевичей. Иван и Михаил являются продюсерами группы, а также авторами всех своих песен. Большую популярность группе принесла песня 2020 года «Юность».

## История
Братья Иван (род. 28 августа 1990) и Михаил (род. 1 мая 1992) Засидкевичи родились и выросли в городе Курахово Донецкой области в музыкальной семье. Оба учились в музыкальной школе, окончив её по классу аккордеона.
В 2009 году начали вместе писать песни в стиле рэп.
В 2013 году основали группу Dabro, в которой являются единственными участниками. Братья вместе пишут свои песни и сами продюсируют все записи.
В 2015 году азербайджанский певец Bahh Tee (настоящее имя Бахтияр), с которым они познакомились в Москве, попросил Михаила и Ивана написать для него альбом. На время работы они переехали в Казань. После того как работа была завершена, братья приняли решение остаться в этом городе, где продолжают жить по сей день.
Братья также работали и над песнями других артистов: Светланы Лободы, группы «Каста», Децла, Рема Дигги, Джигана, Полины Гагариной и др.
В 2018 году Dabro подписывают контракт с лейблом Make It Music (саблейбл Black Star) и в мае выпускают песню "Мне глаза её нравятся", которая становится хитом, позволяющим группе начать гастролировать. Группа едет с концертами в Германию, Чехию, Литву и Молдову.
В середине мая 2020 года Dabro представили песню «Юность», в июне клип к ней.

В момент написания песни мы понимали, что песня особенная. В ней очень много слов и ноток, которые пробирают до мурашек. Это ощущалось ещё на этапе создания. А когда пришла идея для клипа, когда мы начали отбирать героев, то уже на репетициях было понятно, что клип получится жизненным и искренним. Эта работа точно зацепит миллионы зрителей.

В первые две недели клип собрал 2 миллиона просмотров на «Ютюбе». (По состоянию на 8 сентября уже более 27 миллионов, по состоянию на конец сентября 2021 — более 170 миллионов. В сентябре 2022 года число просмотров превысило 220 млн)
В середине сентября группу Dabro приглашают на телевизионное шоу «Вечерний Ургант» (Первый канал), где братья исполнили свой хит «Юность».
В ноябре 2020 года выходит третий мини-альбом «Юность». Все песни из альбома были исполнены в студии «Авторадио».

## Дискография
| Оценки критиков | Оценки критиков |
| Источник        | Оценка          |
| --------------- | --------------- |
| InterMedia      | [ 2 ]           |

### Альбомы
| Название        | Подробности                                                         |
| --------------- | ------------------------------------------------------------------- |
| «Включай»       | - Релиз: 2013 - Лейбл: Make It Music - Формат: цифровая дистрибуция |
| «Наше время»    | - Релиз: 2014 - Лейбл: Make It Music - Формат: цифровая дистрибуция |
| «Дальше-больше» | - Релиз: 2025 - Лейбл: Make It Music - Формат: цифровая дистрибуция |

### Сборники
| Название                  | Подробности                                                                               |
| ------------------------- | ----------------------------------------------------------------------------------------- |
| «Лучшие песни (The Best)» | - Релиз: 19 июня 2020 - Лейбл: Make It Music / Zhara Music - Формат: цифровая дистрибуция |

### Мини-альбомы (EP)
| Название          | Подробности                                                                  |
| ----------------- | ---------------------------------------------------------------------------- |
| «Верность»        | - Релиз: 2013 - Лейбл: Make It Music - Формат: цифровая дистрибуция          |
| «Работа подождет» | - Релиз: 24 июня 2016 - Лейбл: Make It Music - Формат: цифровая дистрибуция  |
| «Юность»          | - Релиз: 6 ноября 2020 - Лейбл: Make It Music - Формат: цифровая дистрибуция |

### Синглы
| Год  | Название                             | Чарты TopHit                    | Чарты TopHit          | Чарты TopHit            | Примечания                         |
| Год  | Название                             | СНГ                             | СНГ                   | СНГ                     | Примечания                         |
| Год  | Название                             | TopHit Top Radio & YouTube Hits | TopHit Top Radio Hits | TopHit Top YouTube Hits | Примечания                         |
| ---- | ------------------------------------ | ------------------------------- | --------------------- | ----------------------- | ---------------------------------- |
| 2015 | «Жара идёт изнутри» (feat. MF_Agent) | 694                             | 239                   | —                       | цифровой сингл, 2015               |
| 2016 | «Кажется»                            |                                 |                       |                         | цифровой сингл, 23 сен. 2016       |
| 2018 | «Мне глаза её нравятся»              |                                 |                       |                         | цифровой сингл, 25 мая 2018        |
| 2018 | «Думать о тебе»                      |                                 |                       |                         | цифровой сингл, 12 окт. 2018       |
| 2019 | «Я по частицам»                      |                                 |                       |                         | цифровой сингл, 19 мар. 2019       |
| 2019 | «Что же ты молчишь»                  |                                 |                       |                         | цифровой сингл, 14 июн. 2019       |
| 2019 | «Поцелуй»                            | 450                             | —                     | 67                      | цифровой сингл, 4 окт. 2019        |
| 2020 | «Мой путь»                           |                                 |                       |                         | цифровой сингл, вып. 24 янв. 2020* |
| 2020 | «Мне не снишься ты»                  |                                 |                       |                         | цифровой сингл, вып. 13 мар. 2020* |
| 2020 | «Юность»                             | 1                               | 1                     | 1                       | цифровой сингл, вып. 15 мая. 2020* |
| 2020 | «Все за одного»                      |                                 |                       |                         | цифровой сингл, вып. 7 авг. 2020   |
| 2020 | «На крыше»                           | 18                              | 23                    | 41                      | сингл из альбома                   |
| 2021 | «На часах ноль ноль»                 | 2                               | 4                     | 5                       | цифровой сингл, вып. 14 мая. 2021  |
| 2021 | «Услышит весь район»                 | 2                               | 5                     | 35                      | цифровой сингл, вып. 24 сен. 2021  |
| 2022 | «Полюбил тебя»                       |                                 |                       |                         | цифровой сингл, вып. 4 фев. 2022   |
| 2022 | «Давай запоём»                       |                                 |                       |                         | цифровой сингл, вып. 20 мая. 2022  |
| 2022 | «Мне не страшно»                     |                                 |                       |                         | цифровой сингл, вып. 19 авг. 2022  |
| 2023 | «Надо повторить»                     | 2                               | 49                    |                         | цифровой сингл, вып. 2 июня. 2023  |
| 2023 | «Ты знаешь, мам»                     |                                 |                       |                         |                                    |
| 2023 | «Два крыла»                          |                                 |                       |                         |                                    |
| 2023 | «С Новым годом (время чудес)»        |                                 |                       |                         |                                    |
| 2024 | «Дальше-больше»                      |                                 |                       |                         |                                    |
| 2024 | «Билет»                              |                                 |                       |                         |                                    |

* На «Ютуб» песня была выложена на день раньше, 14 мая.

## Видеография
- «Москва» (2016)
- «Ты меня ждешь» (2018)
- «Думать о тебе» (2019)
- «Поцелуй» (2019)
- «Юность» (2020)
- «Все за одного» (2020)
- «На крыше» (2020)
- «Она не такая» (2021)
- «На часах ноль-ноль» (2021)[37]
- «Услышит весь район» (2021)
- «Давай запоём» (2022)
- «Мне не страшно» (2022)
- «Надо повторить» (2023)
- «Ты знаешь, мам» (2023)
- «Дальше - больше» (2024)
- «Вечерами» (2025)

## Премии и номинации
| Год  | Награда                         | Категория                               | Кандидат/работа | Результат | Ист.          |
| ---- | ------------------------------- | --------------------------------------- | --------------- | --------- | ------------- |
| 2020 | Nickelodeon Kids’ Choice Awards | Любимый прорыв года российских зрителей | Dabro           | Победа    | [ 38 ] [ 39 ] |
| 2021 | «Золотой граммофон»             | «Юность»                                | Dabro           | Победа    |               |
| 2021 | Top Hit Music Awards            | Открытие года                           | Dabro           | Победа    | [ 40 ]        |
| 2021 | Премия RU.TV                    | Лучший старт                            | Dabro           | Номинация |               |
| 2021 | Премия RU.TV                    | Звезда танцпола                         | Dabro           | Номинация |               |
| 2021 | Премия RU.TV                    | Лучшая песня                            | Dabro           | Номинация |               |
| 2021 | Премия МУЗ-ТВ                   | Прорыв года                             | Dabro           | Победа    | [ 41 ]        |
| 2021 | Премия МУЗ-ТВ                   | Лучшая группа                           | Dabro           | Номинация | [ 41 ]        |
| 2021 | Премия МУЗ-ТВ                   | Лучшая песня                            | «Юность»        | Номинация | [ 41 ]        |
| 2022 | «Золотой граммофон»             | «Услышит весь район»                    | Dabro           | Номинация |               |